# Суперкубок України з футболу 2015
Суперкубок України з футболу 2015 — 12-й розіграш Суперкубка України. У матчі зустрілися чемпіон та володар кубка України 2014—2015 — київське «Динамо», а також срібний призер чемпіонату донецький «Шахтар». Відповідно до жеребкування, проведеного 17 червня, номінальним господарем поля стало «Динамо». Матч відбувся 14 липня 2015 року о 21:00 на стадіоні «Чорноморець» в Одесі. Перемогу в грі з рахунком 2:0 здобув «Шахтар», для якого титул володаря Суперкубка України став сьомим в історії.

## Передісторія
Це вже восьмий матч між цими суперниками в рамках Суперкубка України. Чотири рази перемагали кияни, тричі донеччани (враховуючи пробиття післяматчевих пенальті), якщо брати суто основний час гри, то статистика наступна: у киян дві перемоги в донеччан одна, решта матчів завершились внічию, різниця забитих та пропущених м'ячів 10:8 на користь столичного клубу.

## Деталі

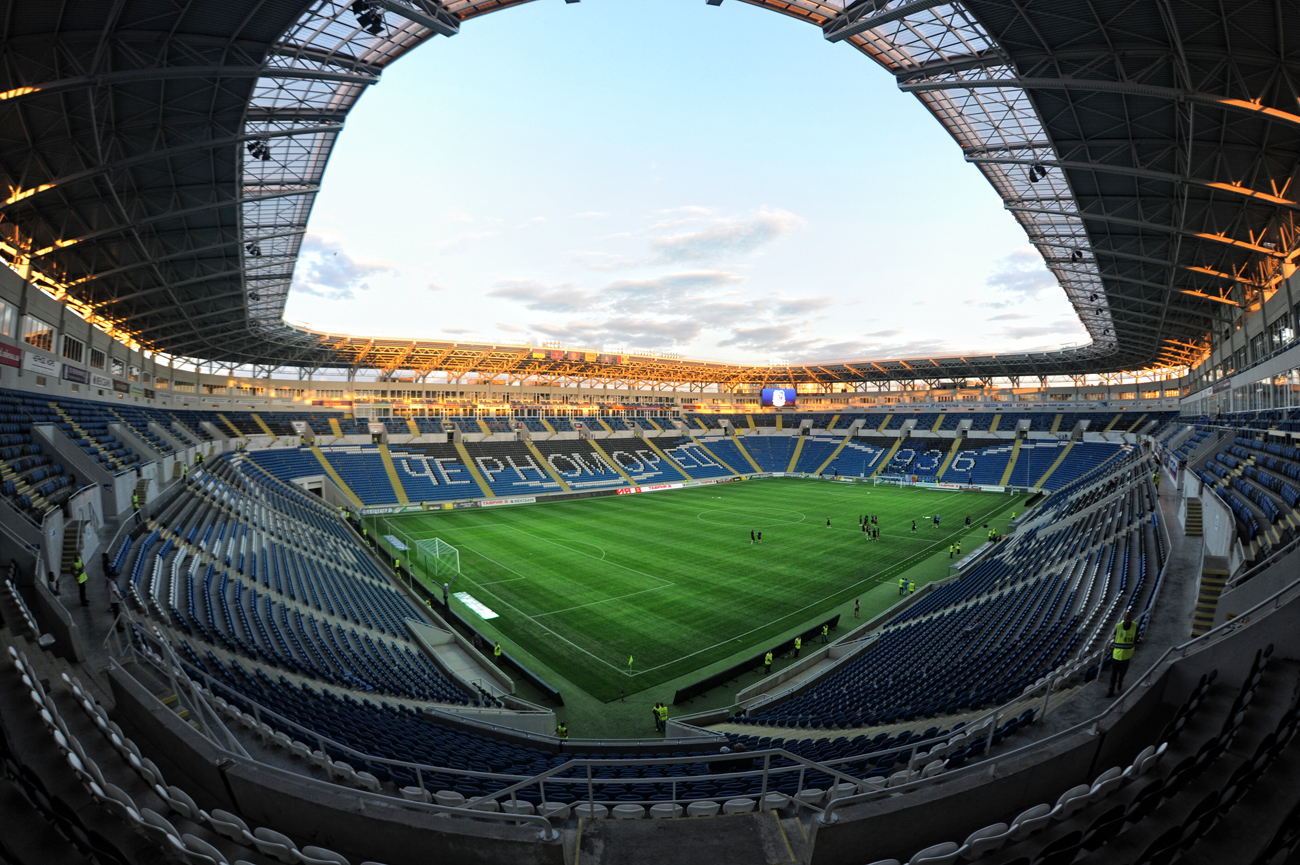
Стадіон «Чорноморець»

| 14 липня 2015 21:00 (UTC+3) +23 °C |

| «Динамо» | 0:2      | «Шахтар»                        |
| -------- | -------- | ------------------------------- |
|          | Протокол | Срна 90+2' (пен.) Бернард 90+4' |

| «Чорноморець», Одеса Глядачів: 34 164 Арбітр: Анатолій Жабченко (Сімферополь) |

| «Динамо» Київ | «Шахтар» Донецьк |

| Динамо:       |    |                           |            |
|               |    |                           |            |
| В             | 1  | Олександр Шовковський (к) | 90+1'      |
| ЗХ            | 24 | Домагой Віда              | 73'        |
| ЗХ            | 2  | Даніло Сілва              | 55'        |
| ЗХ            | 6  | Александар Драгович       | 53'        |
| ЗХ            | 5  | Віторіну Антунеш          |            |
| ПЗ            | 10 | Андрій Ярмоленко          |            |
| ПЗ            | 9  | Микола Морозюк            | 67'        |
| ПЗ            | 17 | Сергій Рибалка            | 56', 90+4' |
| ПЗ            | 16 | Сергій Сидорчук           | 27' 82'    |
| ПЗ            | 4  | Мігел Велозу              |            |
| НП            | 11 | Жуніор Мораес             | 78'        |
| Запасні:      |    |                           |            |
| В             | 23 | Олександр Рибка           |            |
| ПЗ            | 8  | Радосав Петрович          |            |
| ПЗ            | 19 | Денис Гармаш              | 82'        |
| ПЗ            | 20 | Олег Гусєв                | 67'        |
| НП            | 22 | Артем Кравець             | 78' 90+3'  |
| ЗХ            | 26 | Микита Бурда              |            |
| ПЗ            | 29 | Віталій Буяльський        |            |
| Тренер:       |    |                           |            |
| Сергій Ребров |    |                           |            |

| Шахтар:       |    |                     |                    |
|               |    |                     |                    |
| В             | 32 | Антон Каніболоцький |                    |
| ЗХ            | 33 | Дарійо Срна (к)     | 90+2' (пен.) 90+2' |
| ЗХ            | 44 | Ярослав Ракицький   |                    |
| ЗХ            | 5  | Олександр Кучер     |                    |
| ЗХ            | 31 | Ісмаїлі             |                    |
| ПЗ            | 6  | Тарас Степаненко    |                    |
| ПЗ            | 8  | Фред                | 69' 87'            |
| ПЗ            | 28 | Тайсон              | 63'                |
| ПЗ            | 11 | Марлос              | 76'                |
| ПЗ            | 29 | Алекс Тейшейра      | 86'                |
| НП            | 21 | Олександр Гладкий   |                    |
| Запасні:      |    |                     |                    |
| В             | 30 | Андрій Пятов        |                    |
| ЗХ            | 18 | Іван Ордець         |                    |
| ПЗ            | 74 | Віктор Коваленко    | 87'                |
| ПЗ            | 10 | Бернард             | 63' 90+4'          |
| ПЗ            | 9  | Дентінью            | 76'                |
| НП            | 22 | Едуардо             |                    |
| ПЗ            | 17 | Максим Малишев      |                    |
| Тренер:       |    |                     |                    |
| Мірча Луческу |    |                     |                    |

| АРБІТРИ - Асистенти: - Сергій Беккер - Олег Плужник - Четвертий: Анатолій Абдула - Директор матчу: Володимир Фощій - Спостерігач арбітражу: Віктор Дердо | ПРАВИЛА МАТЧУ - 90 хвилин основного часу. - Пенальті, якщо після основного часу рахунок рівний. - Сім гравців на заміні. - Максимум 3 заміни у матчі. - Одночасно на полі не більше 7 легіонерів у кожній команді. |

| Переможець Суперкубка України 2015 |
| ---------------------------------- |
|                                    |
| «Шахтар» (Донецьк) Сьомий титул    |

## Статистика
|                       | Динамо | Шахтар |
| --------------------- | ------ | ------ |
| Голи                  | 0      | 2      |
| Удари по воротах      | 9      | 12     |
| Удари в площину воріт | 2      | 6      |
| Сейви                 | 3      | 2      |
| Кутові                | 4      | 7      |
| Порушено правила      | 2      | 14     |
| Офсайди               | 0      | 0      |
| Жовті картки          | 7      | 2      |
| Червоні картки        | 2      | 0      |
| Володіння м'ячем      | 51%    | 49%    |